# Anna Maria Perez de Taglé
Anna Maria Francesca Enriquez Perez de Taglé (San Francisco, 23 december 1990) is een Amerikaanse actrice en zangeres. Ze is bekend van haar rol als Ashley Dewitt in Hannah Montana en Ella Pador in Camp Rock. Ze speelde Miracle in Cake, en in 2009 in Fame, in de rol van Joy Loy.

## Persoonlijk leven
Perez de Taglé groeide op in San Jose (Californië). Ze is de dochter van Archie Perez de Taglé, een voormalige tv-persoonlijkheid, kleindochter van de Filipijnse actrice Sylvia La Torre en nicht van de voormalige kindster Che-Che Perez de Taglé.

## Carrière
Perez de Taglés eerste grote rol was die van Ashley in de Amerikaanse komedieserie Hannah Montana.

## Filmografie
- 2005: Bee Season, als Bee Season nr. 1
- 2006: Cake, als Miracle Ross (13 afl.)
- 2006-2011: Hannah Montana, als Ashley Dewitt (18 afl.)
- 2007: Just Jordan, als Veronica (1 afl.)
- 2008: Camp Rock (tv-film), als Ella Pador
- 2009: Fame, als Joy Moy
- 2010: Camp Rock 2: The Final Jam (tv-film), als Ella Pador
- 2013: Baby Daddy, als Jenna (1 afl.)
- 2018: Charmed, als Lainey (1 afl.)
- 2020: The Message, als Georgia Morales